# Solomon Snyder
Solomon Halbert Snyder (né le 26 décembre 1938) est un neuroscientifique américain qui a apporté de nombreuses contributions à la neuropharmacologie et à la neurochimie. Il étudie à l'Université de Georgetown et mène la majorité de ses recherches à la Johns Hopkins School of Medicine. De nombreuses avancées en neurosciences moléculaires découlent de l’identification par Snyder de récepteurs pour les neurotransmetteurs et les médicaments, et de l’élucidation des actions des agents psychotropes. 

## Biographie

### Vie privée
Solomon Snyder est né le 26 décembre 1938 à Washington DC dans une famille de cinq enfants. Snyder et son épouse Elaine, décédée en 2016, ont deux filles et trois petits-enfants. Il vit à Baltimore, dans le Maryland.

### Éducation et début de carrière
Snyder fréquente l'Université de Georgetown de 1955 à 1958 et obtient son diplôme de médecine de la faculté de médecine de l'Université de Georgetown en 1962. Après une résidence médicale à l'hôpital Kaiser de San Francisco, il est chercheur associé de 1963 à 1965 aux National Institutes of Health, où il étudie sous la direction de Julius Axelrod. Snyder rejoint la faculté de médecine de l'université Johns Hopkins pour terminer sa résidence en psychiatrie de 1965 à 1968. Il est nommé à la faculté en 1966 en tant que professeur adjoint de pharmacologie. En 1968, il est promu professeur associé de pharmacologie et de psychiatrie et en 1970, professeur titulaire dans les deux départements.
Son laboratoire est connu pour l’utilisation d’études de liaison aux récepteurs pour caractériser les actions des neurotransmetteurs et des drogues psychoactives.
Il est également connu pour ses travaux d'identification des récepteurs des principaux neurotransmetteurs du cerveau et, ce faisant, pour expliquer les actions des médicaments psychoactifs, comme le blocage des récepteurs de la dopamine par les médicaments antipsychotiques. Il décrit de nouveaux neurotransmetteurs, tels que les gaz oxyde nitrique et monoxyde de carbone et les isomères D des acides aminés, dont la D-sérine.
Il reçoit le Prix Albert-Lasker pour la recherche médicale fondamentale en 1978 pour ses recherches sur le récepteur opioïde et est l'un des chercheurs les plus cités dans les sciences biologiques et biomédicales, avec l'indice h le plus élevé dans ces domaines pour les années 1983-2002 puis de 2007 à 2019.

### Fin de carrière
Snyder est professeur distingué de neurosciences, de pharmacologie et de psychiatrie à la faculté de médecine de l'université Johns Hopkins. En 1980, il fonde le Département de neurosciences et en est le premier directeur de 1980 à 2006. En 2006, le département est rebaptisé Département de neurosciences Solomon H. Snyder en son honneur. Snyder prend sa retraite de Johns Hopkins en décembre 2022.
Snyder est également responsable de la découverte de médicaments au Lieber Institute for Brain Development à Baltimore, dans le Maryland.
En 1980, il devient président de la Society for Neuroscience. Il est également rédacteur associé des Actes de l'Académie nationale des sciences des États-Unis d'Amérique. 

## Récompenses
- Prix Albert-Lasker pour la recherche médicale fondamentale (1978) : En 1973, il codécouvre le récepteur opioïde et identifie plus tard l'existence de peptides de type opiacés présents normalement dans le cerveau.
- Prix Wolf (du Président d'Israël) (1983)[1]
- Prix Golden Plate de l'American Academy of Achievement (1986)[5]
- Prix Bower de l'Institut Franklin (1992)[6]
- Médaille nationale des sciences (2003)
- Prix Perl-UNC (2006)
- Prix du Centre médical d'Albany en médecine et recherche biomédicale (2007)
- Prix NAS en neurosciences (2013)
- Il reçoit neuf doctorats honorifiques et est élu dans des sociétés scientifiques, notamment l'Académie nationale des sciences des États-Unis[1], l'Académie américaine des arts et des sciences[1], et l'American Philosophical Society[1].